# سلول‌های بنیادی مزانشیمی
سلول‌های بنیادی مزانشیمی (به انگلیسی: Mesenchymal stem cells (MSCs)) که به عنوان سلول‌های مزانشیمی استرومایی (به انگلیسی: Mesenchymal stromal cells) نیز شناخته شده می‌شوند سلول‌های چند توانی هستند که می‌تواند به انواع سلول‌ها از جمله سلول‌های استئوبلاست (سلول‌های استخوانی)، کندروسیت (سلول‌های غضروفی)، میوسیت (سلول‌های عضلانی) و سلول‌های چربی تمایز پیدا کنند.

## ساختار

### تعریف
در حالی که اصطلاحات سلول‌های بنیادی مزانشیمی (MSC) و سلول استرومای مغزاستخوان برای سال‌های متمادی مورد استفاده قرار گرفته‌است، اما هیچ‌یک از این اصطلاحات به اندازه کافی این سلول‌ها را توصیف نمی‌کنند:
- مزانشیم یک بافت همبند جنینی است که از مزودرم حاصل می‌شود و به بافت خونساز و پیوندی تمایز پیدا می‌کند، در حالی که سلول‌های بنیادی مزانشیمی به سلول‌های خونساز تمایز پیدا نمی‌کنند.[۴]
- سلول‌های استروما سلول‌های بافت همبند هستند که ساختار حمایتی بافت را تشکیل می‌دهند که سلول‌های عملکردی بافت در آن ساکن هستند. در حالی که این یک توصیف دقیق برای یکی از عملکردهای سلول‌های بنیادی مزانشیمی است، این عبارت نمی‌تواند نقش‌های کشف شده اخیر سلول‌های بنیادی مزانشیمی را در ترمیم بافت بیان کند.[۵]

### ریخت‌شناسی

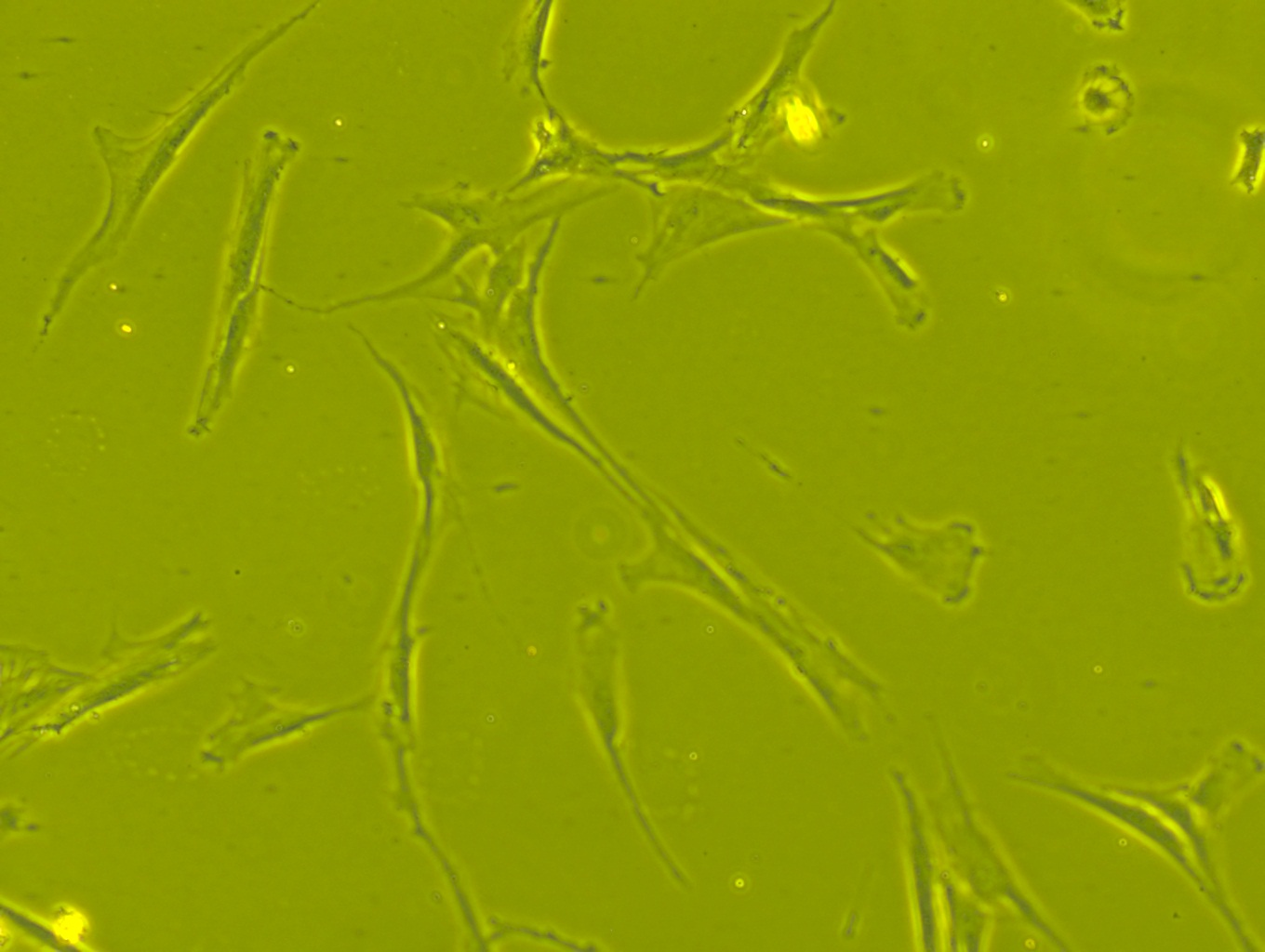
در این شکل مشاهده می‌کنید که سلول‌های بنیادی مزانشیمی مشتق از مغز استخوان انسان مورفولوژیی شبیه به فیبروبلاست دارد. میکروسکوپ فاز کنتراست و بزرگنمایی ۶۳ برابر.

نمونه‌ای از سلول‌های بنیادی مزانشیمی انسانی تصویربرداری شده با نانو لایو، یک میکروسکوپ تصویربرداری کننده از سلول‌های زنده.

## منشأ و محل

### مغز استخوان
مغز استخوان منبع اصلی این سلول‌های بنیادی بود و هنوز هم بیشترین کاربرد را دارد. این سلول‌های بنیادی مغز استخوان در ایجاد سلول‌های خونی نقشی ندارند و بنابراین مارکر سلول‌های بنیادی خونساز CD34 را بیان نمی‌کنند. بعضاً به آنها سلول‌های بنیادی استرومای مغز استخوان گفته می‌شود.

### سلول‌های بند ناف
جوانترین و اولیه‌ترین سلول‌های بنیادی مزانشیمی از بافت بند ناف جنین، یعنی ژل وارتون و خون بند ناف به دست می‌آید. با این حال، MSCها در غلظت بسیار بیشتری در ژل وارتون در مقایسه با خون بند ناف یافت می‌شوند. بند ناف بعد از تولد در دسترس است. به‌طور معمول دور انداخته می‌شود و خطری برای جمع‌آوری ندارد. این سلول‌های بنیادی مزانشیمی به دلیل دارا بودن خاصیت ابتدایی‌شان (primitive properties) و سرعت رشد سریع ممکن است منبع مفید MSCها برای کاربردهای بالینی باشند.

### بافت چربی
بافت چربی منبع دیگری از سلول‌های بنیادی مزانشیمی است و این سلول‌ها دارای چندین مزایا نسبت به سلول‌های بنیادی مزانشیمی مشتق از مغز استخوان دارند. MSCهای مشتق از بافت چربی (AdMSCs) علاوه بر اینکه جداسازی آسان‌تر و ایمن تر از سلول‌های بنیادی مزانشیمی مشتق از مغز استخوان دارند، می‌توانند در مقادیر بیشتری نیز بدست آورند.

## پژوهش
اکثر تکنیک‌های کشت مدرن هنوز هم بر طبق روش colony-forming unit-fibroblasts می‌باشند.
روش‌های مبتنی بر فلوسیتومتری، جداسازی سلول‌های مغز استخوان را با نشانگرهای خاص سلولی، مانند STRO-1، امکان‌پذیر می‌سازند. سلولهای STRO-1 مثبت عموماً یکدست‌تر هستند و از میزان تکثیر بیشتری برخوردار هستند، اما تفاوت‌های دقیقی بین سلول‌های STRO-1 + و MSC در دسترس نیست.
روش‌های ایمونودیپلیشن با استفاده از تکنیک‌هایی مانند MACS در انتخاب منفی MSCها نیز استفاده می‌شود.
استفاده از مکمل محیط کشت پایه یعنی سرم گاوی جنین یا لیزات پلاکت انسانی در کشت MSC متداول می‌باشد. قبل از استفاده از لیزهای پلاکت برای کشت MSC، فرایند غیرفعال کردن پاتوژن برای جلوگیری از انتقال بیماری توصیه می‌شود.